# Все можуть королі
«Все можуть королі» (рос. Всё могут короли) — російський кінофільм 2008, ремейк американського фільму 1953 року з Одрі Гепберн «Римські канікули».

## Зміст
Принцеса Марія в рамках туру по країнах Європи приїжджає в Санкт-Петербург. Втомившись від розписаного по хвилинах свого графіка, вона вирішується на авантюрний втечу.
Сплячу на лавочці принцесу виявляє репортер глянцевих видань, який, не знаючи як вчинити, відвозить дівчину до себе додому. На ранок, усвідомивши важливість персони у себе в квартирі, Макс вирішує роздобути ексклюзивне інтерв'ю. На допомогу він кличе свого друга, фотографа Гаріка, якому вдається зробити серію приголомшливих знімків.
Марія починає свій день з кардинальної зміни зачіски, огляду визначних пам'яток Пітера, дегустації шампанського «Дом Періньон Гран Крю» 1969 року, купається в Неві... Увечері з'являється на дискотеці... Під проливним дощем Макс та Марія роблять один одному визнання в любові.
На наступний ранок всі ЗМІ тільки й говорять про відсутність принцеси протягом цілого дня. За інтерв'ю з принцесою редактор журналу пропонує Максу великі гроші, але той відмовляється.

## Ролі
| Актор                | Роль                                         |
| -------------------- | -------------------------------------------- |
| Гоша Куценко         | Макс Шальнов, журналіст                      |
| Олена Полякова       | принцеса Марія                               |
| Оскар Кучера         | Гарік, фотограф                              |
| Жерар Депардьє       | батько Марії                                 |
| Тетяна Васильєва     | мадам Бонбастен, старша фрейліна             |
| Валерій Соловйов     | Шарль Рамболь                                |
| Олександр Самойленко | Антон, головний редактор глянцевого журналу  |
| Ніна Усатова         | Таїсія Григорівн, консьєржка в будинку Макса |
| Маша Малиновська     | гламурна діва                                |
| Сергій Рост          | Вадим Гудашкін, перукар                      |
| Михайло Богдасаров   | капітан                                      |
| Ігнатій Акрачков     | старлей                                      |
| Олександр Пожеж      | доктор Барашкевіч                            |
| Олександр Алексєєв   | генерал                                      |
| Олексій Осипов       | Сек'юріті                                    |
| Джон Омінга          | Сек'юріті                                    |
| Олександр Тютін      | генерал-майор Свистунов                      |
| Сергій Лосєв         | полковник                                    |
| Сергій Козик         | водій таксі                                  |
| Наталі Нерваль       | герцогиня Аквітанська, бабуся Марії          |
| Юлія Панкратова      | диктор                                       |

## Цікаві факти
- Сцена в нічному клубі знімалася в трамвайному парку Репортаж у програмі «Сьогодні» на каналі НТВ.
- У фільмі знялася група «Лакмус». Три пісні цієї групи: «Прощаюся», «Любити, сподіватися», «Ми зустрінемося там» увійшли у фільм.
- Фільм на екрани вийшов 8 березня 2008 року У Москві пройшла прем'єра мелодрами «Все можуть королі»

## Знімальна група
- Режисер — Олександр Черняєв
- Сценарист — Едуард Володарський
- Продюсер — Олександр Черняєв, Микола Сенкевич, Дмитро Глущенко
- Композитор — Максим Головін